# 白濱美兎
白濱 美兎（しらはま みう、2006年10月5日 - ）は、日本のグラビアアイドル。リップ所属。

## 経歴
2023年3月に「美少女図鑑AWARD2023」で特別賞3冠となる。ダイナマイトボディにキュートフェイスのギャップを武器にしてグラビアアイドルの活動を始める。週刊ヤングジャンプなどの雑誌に掲載され、“全鳥取県民の妹”のキャッチコピーが与えられた
2024年3月31日にフィットを退所し、同年4月1日にリップへ移籍した。
2025年2月6日、FRIDAY創刊40th記念企画「グラデミー賞」にて新人賞を受賞した。

## 人物
- 趣味は洋服を見ること[1]。
- まわりから「ドジっぽい」とよく言われる[4]。
- 好きな異性のタイプは知的な人、手が素敵な人。男性らしいごつごつした手に憧れる[8]
- 2023年は東京へ通いながら鳥取で学生生活を送る[2]。高校生になってから告白を受けたことはないが、憧れている同性の先輩から「応援してるよ」と声をかけられるなど、友人たちからはすごく応援されている[9]。
- 幼いころから渡辺麻友に憧れている[4]。
- 胸について「コンプレックスですと言ったほうがいいのかな?　と思って、そういってた時期があります」大きくても小さくて困ることはなく「言われてみれば小学生のころから肩が凝っていた」[10]。
- 「驚異の面倒くさがり屋」を自称し、一番幸せなのは布団にもぐってYouTubeを見ているとき。食べている時も好きな時間だが、咀嚼することが面倒[10]。休みの日はカーテンを開けたり電球をつけることも面倒で、時刻帯が把握できない[10]。

## 出演
- 鳥取美少女図鑑
- ぷら★ドラ（日本海テレビ、隔週火曜22:54 - ）

## 作品

### 写真集
- manika（2025年3月26日、集英社、撮影：佐藤裕之）ISBN 978-4087901986[11]

### デジタル写真集
- エースを狙え！（2023年6月19日、集英社［週プレ PHOTO BOOK］、撮影：桑島智輝）[12]
- 青春きっぷ（2023年6月22日、集英社［YJ PHOTO BOOK］、撮影：佐藤裕之）[13]
- 16才のむねのうち（2023年10月4日、少年画報社［デジタルブルグラ］、撮影：LUCKMAN）[14]
- あの青春をもう一度（2023年10月12日、集英社［YJ PHOTO BOOK］、撮影：佐藤裕之）[15]
- 君にハレルヤ（2023年11月18日、白夜書房［BRODYデジタル写真集］、撮影：田畑竜三郎）
- 鳥取が生んだ超逸材！（2023年12月1日、秋田書店［ヤングチャンピオンデジグラ］）
- なぁぜなぁぜ？（2023年12月18日、集英社［週プレ PHOTO BOOK］、撮影：小塚毅之）[16]
- 青春のしおり（2024年1月15日、ワン・パブリッシング［BOMBデジタル写真集］、撮影：矢西誠二）[17]
- ぎゅってして vol.1･2（2024年1月19日、講談社［FRIDAYデジタル写真集］、撮影：西條彰仁）[18][19]
- ちょっぴりオトナ（2024年1月30日、光文社［FLASHデジタル写真集］、撮影：西條彰仁）[20]
- まるで君は、まっさらな画用紙のようで。（2024年2月22日、主婦の友社［STRiKE! DIGITAL PHOTOBOOK 047］、撮影：HIROKAZU）
- Pure White（2024年3月19日、双葉社［漫画アクションデジタル写真集］、撮影：山口京和）[21]
- 右だけのえくぼ（2024年4月22日、集英社［週プレ PHOTO BOOK］、撮影：栗山秀作）[22]
- アオハルデイズ〜初夏〜（2024年5月16日、集英社［YJ PHOTO BOOK］、撮影：佐藤裕之）[23]
- まっさらな素肌（2024年6月3日、講談社［週刊現代デジタル写真集］、撮影：Takeo Dec.）[24]
- 君と合宿中（2024年6月7日、スクウェア・エニックス［ヤングガンガンデジタル写真集］、撮影：桑島智輝）[25]
- 夏、背伸び（2024年8月1日、秋田書店［週チャンデジグラ］）
- 初恋の味（2024年8月8日、ワン・パブリッシング［BOMBデジタル写真集］、撮影：藤本和典）[26]
- ふたりの時間 vol.1･2（2024年9月5日、講談社［FRIDAYデジタル写真集］、撮影：鈴木ゴータ）[27][28]
- Real me（2024年10月12日、白夜書房［BRODYデジタル写真集］、撮影：佐野円香）
- 超・Fresh!（2024年10月30日、日之出出版［SUNNY GIRL Digital Photobook vol.6］）
- ありのまま。（2024年11月1日、秋田書店［週チャンデジグラ］）
- 忘れられない恋の味（2024年12月9日、ワン・パブリッシング［BOMBデジタル写真集］、撮影：根本好伸）[29]
- 小さい悪魔（2024年12月27日、講談社［週刊現代デジタル写真集］、撮影：西條彰仁）[30]
- デュエット（2025年1月4日、スクウェア・エニックス［ヤングガンガンデジタル写真集］、撮影：西條彰仁）共演：佐々木ほのか[31]
- 放課後の××（2025年1月6日、集英社［週プレ PHOTO BOOK］、撮影：岡本武志）[32]
- 思ってるより、オトナでしょ…？ vol.1･2（2025年1月31日、講談社［FRIDAYデジタル写真集］、撮影：鈴木ゴータ）[33][34]
- うさぎおいし♪（2025年2月3日、少年画報社［デジタルブルグラ］、撮影：LUCKMAN）[35]
- White Muse（2025年2月17日、小学館［スピ/サン グラビアフォトブック］、撮影：東京祐）[36]

### カレンダー
- 白濱美兎 2025年カレンダー（2024年11月16日、わくわく製作所）